# 德拉霍沃
48°14′13″N 23°33′15″E / 48.23694°N 23.55417°E

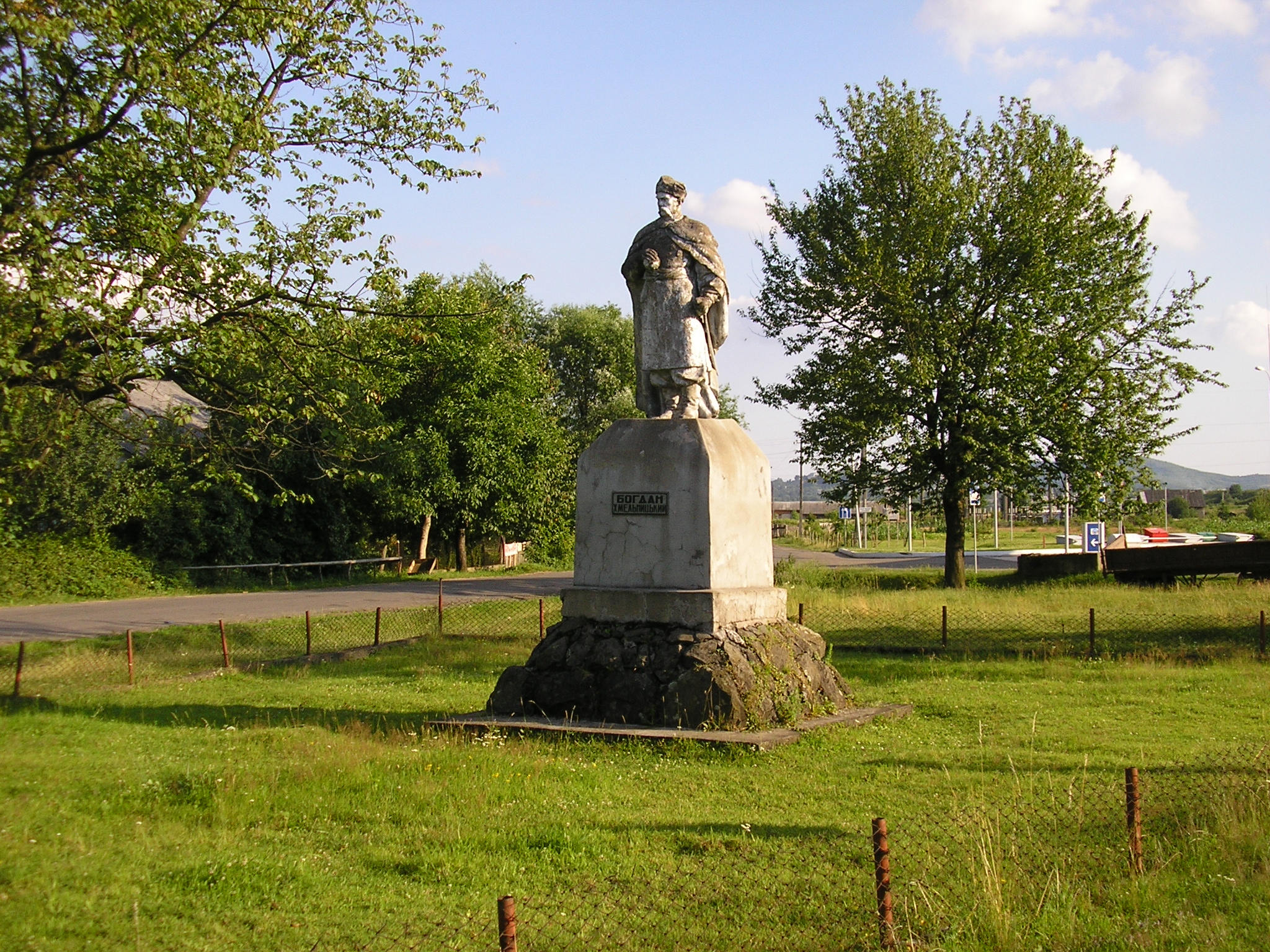

德拉霍沃（烏克蘭語：Драгово），是烏克蘭西部外喀爾巴阡州胡斯特區德拉霍沃市镇内的村落及其行政中心。始建於十四世紀，海拔高度369米，2001年人口4,450，居民大多數信奉天主教。